# Réti Zoltán
Réti Zoltán (Nagyoroszi, 1923. május 14. – 2018. február 12.) magyar festő, grafikus, ének-zenetanár, karnagy, szolfézstanár, zeneiskolai igazgató, a Magyar Köztársasági Arany Érdemkereszt kitüntetettje.

## Életpályája
Elemi iskolába Érsekvadkerten járt. 1953-ban szerzett zenetanári oklevelet és  az általa alapított balassagyarmati Zeneiskola igazgatója, tanára volt húsz éven át. 1969-ben végzett a Magyar Képzőművészeti Főiskolán, ahol a mestere Kontuly Béla volt. Képei több egyéni illetve kollektív kiállításon szerepeltek.
1973-ban a katowicei, 1977-ben és 1978-ban a balmazújvárosi, 1994-ben és 1996-ban az abádszalóki, 1996-ban a salemi, 1998-ban a bajai, 1995-98 között a hajdúszoboszlói, 2001-ben a hortobágyi művésztelep munkájában vett részt.

## Díjai, elismerései
- 1955: Szocialista Kultúráért kitüntető jelvény;
- 1961: Országos Pedagógus Képzőművészeti kiállítás díja;
- 1971: Szocialista Kultúráért díj;
- 1972: Mikszáth-emlékplakett;
- 1974: Madách emlékérem; Borsod-Abaúj-Zemplén Megye Tanácsának nagydíja;
- 1975: Nógrád Megye Tanácsának fődíja; Balassagyarmatért emlékplakett;
- 1976: Nívódíj;
- 1977: Apáczai Csere János-díj;
- 1978: Szocialista Kultúráért;
- 1979: Pro Arte Salgótarján;
- 1987: Horváth Endre-díj;
- 1992: Balassagyarmat Város díszpolgára; Szécsény város díja;
- 1993: Nógrád megye díszpolgára; Szüret a művészetben kiállítás különdíja, Eger;
- 1997: Mikszáth-emlékérem;
- 1998: Magyar Köztársasági Arany Érdemkereszt;
- 2000: XIV. Magyar Tájak Országos Tájkép Biennálé, bronz diploma.
- 2004: Nagyoroszi Község díszpolgára

## Egyéni kiállításai
- 1958, 1965 • Palóc Múzeum, Balassagyarmat
- 1966 • Szőnyi István Terem, Miskolc
- 1967 • Képcsarnok, Salgótarján (kat.) • Községi Tanács nagyterem, Érsekvadkert
- 1969 • Horváth E. Galéria, Balassagyarmat [Farkas Andrással]
- 1970 • Balassi Bálint Gimnázium, Balassagyarmat [Farkas Andrással]
- 1971 • József Attila Művelődési Központ, Salgótarján [Farkas Andrással]
- 1973 • Fényes Adolf Terem, Budapest (kat.) • Újpesti Mini Galéria
- 1976 • Horváth E. Galéria, Balassagyarmat
- 1977 • Kórház, Balassagyarmat • Mednyánszky Terem, Budapest (kat.) • Arany János Művelődési Központ, Nagykőrös • Kiállítási Csarnok, Mezőtúr
- 1978 • Veres P. Művelődési Központ, Balmazújváros • Művelődési Központ, Szécsény • Helytörténeti és Munkásmozgalmi Múzeum, Marcali • Somogyi Képtár, Kaposvár • Palóc Múzeum, Balassagyarmat
- 1979 • Pécsi Galéria, Pécs
- 1981 • Tokaji Galéria, Tokaj • Déryné Művelődési Központ, Sajóbábony • Palóc Múzeum, Balassagyarmat • Radnóti Miklós Művelődési Ház, Magyarnándor
- 1982 • Helytörténeti Múzeum, Pásztó • Roma Art Hall, Tokió • Képcsarnok, Dunaújváros
- 1983 • Nógrádi Sándor Múzeum, Salgótarján (kat.)
- 1984 • Helyőrségi Művelődési Központ, Székesfehérvár • Ifjúsági Ház, Érsekvadkert • Madách Imre Művelődési Központ, Vác
- 1985 • Akvarellek Nógrádból, Dorottya u. Galéria, Budapest • Fáklya Klub, Budapest
- 1986 • Rózsavölgyi M. Zeneiskola Galéria, Balassagyarmat • Kiállítóterem, Sátoraljaújhely (kat.)
- 1987 • Palóc Múzeum, Balassagyarmat [Farkas Andrással]
- 1988 • Rákóczi Galéria, Szécsény
- 1989 • Hatvani Galéria, Hatvan
- 1990 • Gödöllői Galéria, Gödöllő
- 1992 • Mikszáth Kálmán Művelődési Központ, Balassagyarmat
- 1993 • Kálmán Imre Múzeum, Siófok • Palóc Múzeum, Balassagyarmat (kat.) • Horváth E. Galéria, Balassagyarmat
- 1994 • Közösségi Ház, Balatonfüred
- 1996 • Horváth E. Galéria, Balassagyarmat • Madách Imre Művelődési Központ, Vác • Képtár, Ipolyság
- 1997 • Józsefvárosi Kiállítóterem, Budapest • Arany Bika Szálló Nagyterme, Debrecen
- 1998 • Katona József Múzeum, Kecskemét
- 1999 • Szög Art Galéria, Szeged
- 2000 • Miskolci Galéria, Miskolc • Lavotta Galéria, Sátoraljaújhely • Karinthy Szalon.

## Csoportos kiállítások (válogatás)
- 1971 • Észak-magyarországi festő- és grafikusművészek rajzkiállítása, Miskolci Galéria, Miskolc
- 1973 • Észak-magyarországi Képzőművészek Kiállítása, Katowice
- 1975 • 5. Tavaszi Tárlat, Besztercebánya
- 1976 • Elkötelezett Művészeti Triennálé, Szófia
- 1977 • Országos Tájképfestészeti Biennálé, Hatvani Galéria, Hatvan • Magyar Nemzeti Galéria, Budapest
- 1980 • Nógrádi Képzőművészek kiállítása, Kubinyi Ferenc Múzeum, Szécsény
- 1981 • Magyar akvarellisták kiállítása, Bankside Gallery, London
- 1982 • Halászat a képzőművészetben, Türr István Múzeum, Baja
- 1994 • Tavaszi Tárlat, Petőfi Csarnok • "Európa elrablása", MFT kiállítása, Vigadó Galéria, Budapest
- 1998 • Ecce Homo, Vigadó Galéria, Budapest
- 2001 • Egyházművészeti kiállítás, Hatvan.

## Művei közgyűjteményekben
- Dobó István Múzeum, Eger
- Hatvani Galéria, Hatvan
- Magyar Nemzeti Galéria, Budapest
- Nógrádi Történeti Múzeum, Salgótarján
- Palóc Múzeum, Balassagyarmat
- Rippl-Rónai József Múzeum, Kaposvár
- Sárospataki Képtár, Sárospatak
- Városi Képtár, Balassagyarmat
- Xantus János Múzeum, Győr
- Múzeum, Várpalota.

## Kiadványai
- Rózsavölgyi Márk (monográfia, Budapest, 1975)
- Földközelben (rajzalbum, Balassagyarmat, 1981)
- ...lelkem felfelé tör... (akvarellalbum Madách Imre Az ember tragédiája című művéhez, Budapest, 1983, 1987)
- Akvarellek Komjáthy Jenő költeményeihez, Balassagyarmat, 1993
- Mikszáth-akvarellek, Budapest, 1997

### Filmek
- Kovács S.: Színek és hangok, Nógrádi Sándor Múzeum Videóstúdiója, Salgótarján, 1990
- Örömhír, MTV 1, 1999
- Németh P. M.: Öröm 2000 árnyakkal, Madách TV, Vác, 1999
- Csah G.: Beszélgetés ~ festőművésszel, Balassagyarmati TV, Balassagyarmat, 1999.